# Hughes Springs
Hughes Springs è un comune (city) degli Stati Uniti d'America situato tra le contee di Cass e Morris nello Stato del Texas. La popolazione era di 1 760 abitanti al censimento del 2010.

## Geografia fisica
Hughes Springs è situata a 32°59′53″N 94°37′50″W (32.998115, -94.630542).
Secondo lo United States Census Bureau, la città ha una superficie totale di 6,4 km², dei quali 6,4 km² di territorio e 0 km² di acque interne (0% del totale).

## Società

### Evoluzione demografica
Secondo il censimento del 2010, la popolazione era di 1 760 abitanti.

### Etnie e minoranze straniere
Secondo il censimento del 2010, la composizione etnica della città era formata dal 75,4% di bianchi, il 20,06% di afroamericani, lo 0,28% di nativi americani, lo 0,06% di asiatici, lo 0% di oceanici, il 2,1% di altre razze, e il 2,1% di due o più etnie. Ispanici o latinos di qualunque razza erano il 4,6% della popolazione.